# Oblast de Omsk
O oblast de Omsk é uma divisão federal da Federação da Rússia, situado no sudoeste da Sibéria. O oblast tem uma área de 139 700 km² e, de acordo com o censo populacional de 2010, tinha 1 977 665 habitantes, com a maioria (1 150 000) residentes em Omsk, o centro administrativo do oblast.
O seu território faz fronteira com o oblast de Tiumen a norte e a oeste, com os oblasts de Novosibirsk e de Tomsk a leste, e com o Cazaquistão a sul.